# Kuala Simpang
Kuala Simpang is een bestuurslaag in het regentschap Padang Lawas Utara van de provincie Noord-Sumatra, Indonesië. Kuala Simpang telt 410 inwoners (volkstelling 2010).